# Alfonso Cuarón
Alfonso Cuarón Orozco (Cidade do México, 28 de Novembro de 1961) é um roteirista, diretor de fotografia, editor, produtor e cineasta mexicano vencedor do Oscar de Melhor Diretor em duas ocasiões. É irmão de Carlos Cuarón.

## Carreira

### Início
Alfonso cresceu em uma casa perto dos Estúdios Churubusco na capital mexicana. Começou a filmar aos 12 anos quando ganhou sua primeira câmera. Durante seus estudos no Centro Universitário de Estudos Cinematográficos, conheceu a futura mãe de seu filho Jonás, além do diretor Carlos Marcovich e do fotógrafo Emmanuel Lubezki. Com eles realizou seu primeiro curta-metragem Vengeance is Mine. Por controvérsias geradas pelo filme ser em inglês e outras razões, foi expulso do centro de estudos.

### No México
Depois da expulsão, trabalhou como empregado em um museu e logo como assistente de direção em 
Nocaut de José Luis García Agraz, entre outros filmes. Dirigiu alguns episódios da série de suspense da Televisa La Hora Marcada. Junto com seu irmão Carlos escreveu o roteiro para um filme, mas o Instituto Mexicano de Cinema (IMCINE), com fundos limitados lhe ofereceu a direção do filme Sólo con tu pareja, que necessitava de um diretor. O filme foi um sucesso chamando a atenção de produtores de Hollywood, que o convidaram a trabalhar nos Estados Unidos.

### Nos Estados Unidos
Em Hollywood só dirigiu alguns programas de televisão até assinar um contrato com a Warner Brothers para dirigir Addicted to Love, com Meg Ryan e Matthew Broderick. Ao ler o roteiro de A Princesinha preferiu dirigir esse filme no lugar do que lhe haviam oferecido. O filme não foi um sucesso de bilheteria mas foi indicada a vários Oscares. Depois a Twentieth Century Fox lhe ofereceu a direção de Great Expectations, clássico de Charles Dickens.
De volta ao México, se associou com o milionário homem de negócios Carlos Vergara para produzir Y tu mamá también, que se transformou em um dos filmes de maior sucesso do cinema mexicano e uma das mais notórias do cinema mundial. Em 2004, a Warner Brothers lhe ofereceu a direção do terceiro filme da série de livros Harry Potter. O filme chamado Harry Potter e o Prisioneiro de Azkaban é atualmente o filme de maior bilheteria do diretor. Em 2006 dirigiu "Filhos da Esperança" (Children of Men), uma distopia que revela o ano de 2027 como a catarse de todos os problemas humanos projetados hoje. Um período de mais de 18 anos em que nenhuma mulher consegue engravidar. Realista e humano, o filme foi muito bem recebido pela crítica e recebeu várias indicações ao Oscar.

## Filmografia

### Direção
- Roma (2018)
- Gravity (2013)
- Children of Men (2006)
- Paris, je t'aime (2005) (segmento "8éme arrondissement")
- Harry Potter e o Prisioneiro de Azkaban (2004)
- Y tu mamá también (2001)
- Great Expectations (1998)
- A Little Princess (1995)
- Sólo con tu pareja (1991)

### Produção
- Roma (2018)
- Gravity (2013)
- O Labirinto do Fauno (2006)
- The Assassination of Richard Nixon (2004)
- Crónicas (2004)
- Juego de niños (2002)
- Y tu mamá también (2001)
- El espinazo del diablo (2001) - produtor associado.
- Me la debes (2001) - curta, produtor executivo.

### Outros trabalhos

#### Séries
- Believe (2014) - cocriador, diretor e produtor-executivo.

## Prêmios

### Oscar
| Ano  | Categoria                | Filme             | Resultado |
| ---- | ------------------------ | ----------------- | --------- |
| 2002 | Melhor Roteiro Original  | Y tu mamá también | Indicado  |
| 2007 | Melhor Roteiro Adaptado  | Children of Men   | Indicado  |
| 2007 | Melhor Montagem          | Children of Men   | Indicado  |
| 2014 | Melhor Filme             | Gravity           | Indicado  |
| 2014 | Melhor Diretor           | Gravity           | Venceu    |
| 2014 | Melhor Montagem          | Gravity           | Venceu    |
| 2019 | Melhor Filme             | Roma              | Indicado  |
| 2019 | Melhor Diretor           | Roma              | Venceu    |
| 2019 | Melhor Roteiro Original  | Roma              | Indicado  |
| 2019 | Melhor Fotografia        | Roma              | Venceu    |
| 2019 | Melhor filme estrangeiro | Roma              | Venceu    |

### Globo de Ouro
| Ano  | Categoria                | Filme             | Resultado |
| ---- | ------------------------ | ----------------- | --------- |
| 2002 | Melhor filme estrangeiro | Y tu mamá también | Indicado  |
| 2013 | Melhor Direção           | Gravity           | Venceu    |
| 2019 | Melhor Direção           | Roma              | Venceu    |
| 2019 | Melhor Roteiro           | Roma              | Indicado  |
| 2019 | Melhor Filme Estrangeiro | Roma              | Venceu    |

### BAFTA
| Ano  | Categoria                          | Filme                                           | Resultado |
| ---- | ---------------------------------- | ----------------------------------------------- | --------- |
| 2003 | Melhor roteiro original            | Y tu mamá también                               | Indicado  |
| 2003 | Melhor filme em língua estrangeira | Y tu mamá también                               | Indicado  |
| 2005 | Melhor filme britânico             | Harry Potter e o Prisioneiro de Azkaban (filme) | Indicado  |
| 2014 | Melhor filme                       | Gravity                                         | Indicado  |
| 2014 | Melhor diretor                     | Gravity                                         | Venceu    |
| 2014 | Melhor roteiro original            | Gravity                                         | Indicado  |
| 2014 | Melhor montagem                    | Gravity                                         | Indicado  |
| 2014 | Melhor filme britânico             | Gravity                                         | Venceu    |
| 2019 | Melhor filme                       | Roma                                            | Venceu    |
| 2019 | Melhor diretor                     | Roma                                            | Venceu    |
| 2019 | Melhor roteiro original            | Roma                                            | Indicado  |
| 2019 | Melhor Fotografia                  | Roma                                            | Venceu    |
| 2019 | Melhor filme estrangeiro           | Roma                                            | Venceu    |

### Prêmios Critics' Choice Movie
| Ano  | Categoria                | Filme   | Resultado |
| ---- | ------------------------ | ------- | --------- |
| 2014 | Melhor Filme             | Gravity | Indicado  |
| 2014 | Melhor Diretor           | Gravity | Venceu    |
| 2014 | Melhor Montagem          | Gravity | Venceu    |
| 2019 | Melhor filme             | Roma    | Venceu    |
| 2019 | Melhor diretor           | Roma    | Venceu    |
| 2019 | Melhor roteiro original  | Roma    | Indicado  |
| 2019 | Melhor fotografia        | Roma    | Venceu    |
| 2019 | Melhor filme estrangeiro | Roma    | Venceu    |